# Петровице у Карвини
Петровице у Карвини (чеш. Petrovice u Karviné) је насељено мјесто са административним статусом сеоске општине (чеш. obec) у округу Карвина, у Моравско-Шлеском крају, Чешка Република.

## Становништво
Према подацима о броју становника из 2014. године насеље је имало 5.344 становника.